# Claus Hjort Frederiksen
Claus Hjort Frederiksen (ur. 4 września 1947 w Kopenhadze) – duński prawnik i polityk, w latach 2001–2009 minister ds. zatrudnienia, od 2009 do 2011 i od 2015 do 2016 minister finansów, od 2016 do 2019 minister obrony.

## Życiorys
Ukończył w 1972 studia prawnicze. Od początku lat 70. pracował w administracji partii Venstre, od 1985 do 2001 zajmując stanowisko jej sekretarza. Był także urzędnikiem w Ministerstwie Rolnictwa, a także sekretarzem w organizacji przedsiębiorców.
W 2005 z listy partii liberalnej uzyskał mandat posła do duńskiego parlamentu (Folketingetu). W 2007, 2011, 2015 i 2019 skutecznie ubiegał się o reelekcję.
27 listopada 2001 Anders Fogh Rasmussen powierzył mu tekę ministra ds. zatrudnienia, stanowisko to zajmował w trzech kolejnych rządach tego premiera. Po utworzeniu kolejnego gabinetu, z dotychczasowym ministrem finansów Larsem Løkke Rasmussenem na czele, 7 kwietnia 2009 Claus Hjort Frederiksen objął jego stanowisko, funkcję tę pełnił do 3 października 2011. 28 czerwca 2015 ponownie został ministrem finansów w drugim rządzie Larsa Løkke Rasmussena. 28 listopada 2016 w trzecim gabinecie tego premiera przeszedł na urząd ministra obrony; sprawował go do 27 czerwca 2019.